# Sandi Lovrić
Sandi Lovrić, avstrijsko-slovenski nogometaš, * 28. marec 1998, Lienz, Avstrija.
Lovrić je avstrijsko-slovenski profesionalni nogometaš, ki igra na položaju vezista. Od leta 2020 je član italijanske Udineseja in slovenske reprezentance. Pred tem je igral za Sturm Graz, Sturm Graz II in Lugano ter avstrijsko reprezentanco do 16, 17, 18, 19 in 21 let.